# Surface en cultures permanentes
La surface en cultures permanentes est une donnée statistique, qui correspond aux surfaces plantées ;de vergers,de pépinières, de vignes, d'arbres truffiers, de joncs et d'osier , entre autres cultures pérennes 